# Каменица (улица Гребёнки, 37)
Каменица — памятник архитектуры местного значения в Нежине. 

## История
Изначально был внесён в «список памятников архитектуры вновь выявленных» под названием Каменица.
Приказом Министерства культуры и туризма от 21.12.2012 № 1566 присвоен статус памятник архитектуры местного значения с охранным № 10024-Чр под названием Каменица. Установлена информационная доска.

## Описание
Дом построен в конце 18 века на Греческой улице.
Одноэтажный, каменный, прямоугольный в плане, с двухскатной крышей. Фасад расчленяют пилястры, окна обрамлены наличниками, венчает карниз.